# Epigrypera argenticincta
Epigrypera argenticincta är en fjärilsart som beskrevs av George Francis Hampson 1910. Epigrypera argenticincta ingår i släktet Epigrypera och familjen nattflyn. Inga underarter finns listade i Catalogue of Life.